# Troglohyphantes helsdingeni
Troglohyphantes helsdingeni Deeleman-Reinhold, 1978 è un ragno appartenente alla famiglia Linyphiidae.

## Etimologia
Il nome proprio della specie deriva dall'entomologo ed aracnologo olandese Peter van Helsdingen (1934-  ).

## Descrizione
Il maschio ha una lunghezza totale di 2,40 mm; il cefalotorace è lungo 1,15 mm e largo 1,00 mm. Le femmine hanno una lunghezza media di 2,65 mm; il cefalotorace è lungo 1,01 mm e largo 0,77.

## Distribuzione
La specie è stata rinvenuta in Slovenia: nei pressi della località di Sumberk, appartenente al comune di Domžale, nella Slovenia centrale; e in Austria, nei pressi di Eisenkappel.

## Tassonomia
Al 2013 non sono note sottospecie e non sono stati esaminati nuovi esemplari dal 1986.